# Jaromír Blažek
Jaromír Blažek (Brno, 29 december 1972) is een Tsjechisch voormalig voetbalkeeper die anno 2012 voor de Tsjechische eersteklasser FC Vysočina Jihlava speelt.

## Interlandcarrière
Jaromír Blažek speelde veertien keer voor de nationale ploeg van Tsjechië in de periode 2000-2008. Hij naam als reservedoelman deel aan het Europees kampioenschap voetbal 2000 in Nederland en België. Onder leiding van bondscoach Jozef Chovanec maakte hij zijn debuut op 29 maart 2000 in de vriendschappelijke thuiswedstrijd tegen Australië (3-1) in Teplice.

## Persoonlijk leven
Blažek is getrouwd met Lenka en heeft twee kinderen (Jakub en Aneta).
1 Srníček ·
2 Řepka ·
3 Látal ·
4 Nedvěd ·
5 Fukal ·
6 Vlček ·
7 Němec  ·
8 Poborský ·
9 Kuka ·
10 Koller ·
11 Rosický ·
12 Lokvenc ·
13 Bejbl ·
14 Horváth ·
15 Jankulovski ·
16 Maier ·
17 Šmicer ·
18 Novotný ·
19 Rada ·
20 Berger ·
21 Gabriel ·
22 Blažek ·
Coach: Chovanec
1 Čech ·
2 Grygera ·
3 Mareš ·
4 Galásek ·
5 Bolf ·
6 Jankulovski ·
7 Šmicer ·
8 Poborský ·
9 Koller ·
10 Rosický ·
11 Nedvěd  ·
12 Lokvenc ·
13 Jiránek ·
14 Vachoušek ·
15 Baroš ·
16 Blažek ·
17 Hübschman ·
18 Heinz ·
19 Týce ·
20 Plašil ·
21 Ujfaluši ·
22 Rozehnal ·
23 Kinský ·
Coach: Brückner
1 Čech ·
2 Grygera ·
3 Mareš ·
4 Galásek  ·
5 Kováč ·
6 Jankulovski ·
7 Sionko ·
8 Poborský ·
9 Koller ·
10 Rosický ·
11 Nedvěd ·
12 Lokvenc ·
13 Jiránek ·
14 Jarolím ·
15 Baroš ·
16 Blažek ·
17 Štajner ·
18 Heinz ·
19 Polák ·
20 Plašil ·
21 Ujfaluši ·
22 Rozehnal ·
23 Kinský ·
Coach: Brückner
1 Čech ·
2 Grygera ·
3 Polák ·
4 Galásek ·
5 Kováč ·
6 Jankulovski ·
7 Sionko ·
8 Fenin ·
9 Koller ·
10 Svěrkoš ·
11 Vlček ·
12 Pospěch ·
13 Kadlec ·
14 Jarolím ·
15 Baroš ·
16 Blažek ·
17 Matějovský ·
18 Sivok ·
19 Skácel ·
20 Plašil ·
21 Ujfaluši  ·
22 Rozehnal ·
23 Zitka ·
Coach: Brückner